# گرگ (صورت فلکی)
گرگ(به انگلیسی: Lupus) نام یکی از صور فلکی جنوبی آسمان است.

## ستارگان
گرگ ستاره بسیار درخشانی ندارد اما حدود سی ستاره در حدود قدر ظاهری ۲و ۳ هستند و ۷۰ ستاره نیز قدری کوچکتر از ۶ دارند. ستارگان با نام خاص و درخشان گرگ عبارتند از:آلفا گرگ یا مردان(men) که یک غول آبی است بتا گرگ که کِ کائون (به انگلیسی: Ke Kouan) نیز گفته می‌شود.

## اجرام عمقی آسمان
- NGC 5824 و NGC 5986 که خوشه سنتاره‌ای کروی هستند.
- B 228 که سحابی تاریک است.
- NGC 5822 و NGC 5749 که خوشه ستاره‌ای باز هستند

دو کهکان مارپیچی
- NGC 5882 و IC 4406:سحابی حلقوی هستند.